# Euptera falsathyma
Euptera falsathyma is een vlinder van de familie van de Nymphalidae, van de onderfamilie van de Limenitidinae. De wetenschappelijke naam van de soort is voor het eerst voorgesteld door Arnold Schultze in een publicatie uit 1916.
Deze vlinder komt voor in de bossen van Kameroen, Gabon, Centraal-Afrikaanse Republiek, Congo-Brazzaville en Congo-Kinshasa.